# Johann Jungblut
Johann Jungblut, auch Johann Jungbluth (* 16. April 1860 in Saarburg; † 17. Dezember 1912 in Düsseldorf), war ein deutscher Landschaftsmaler der Düsseldorfer Schule.

## Leben

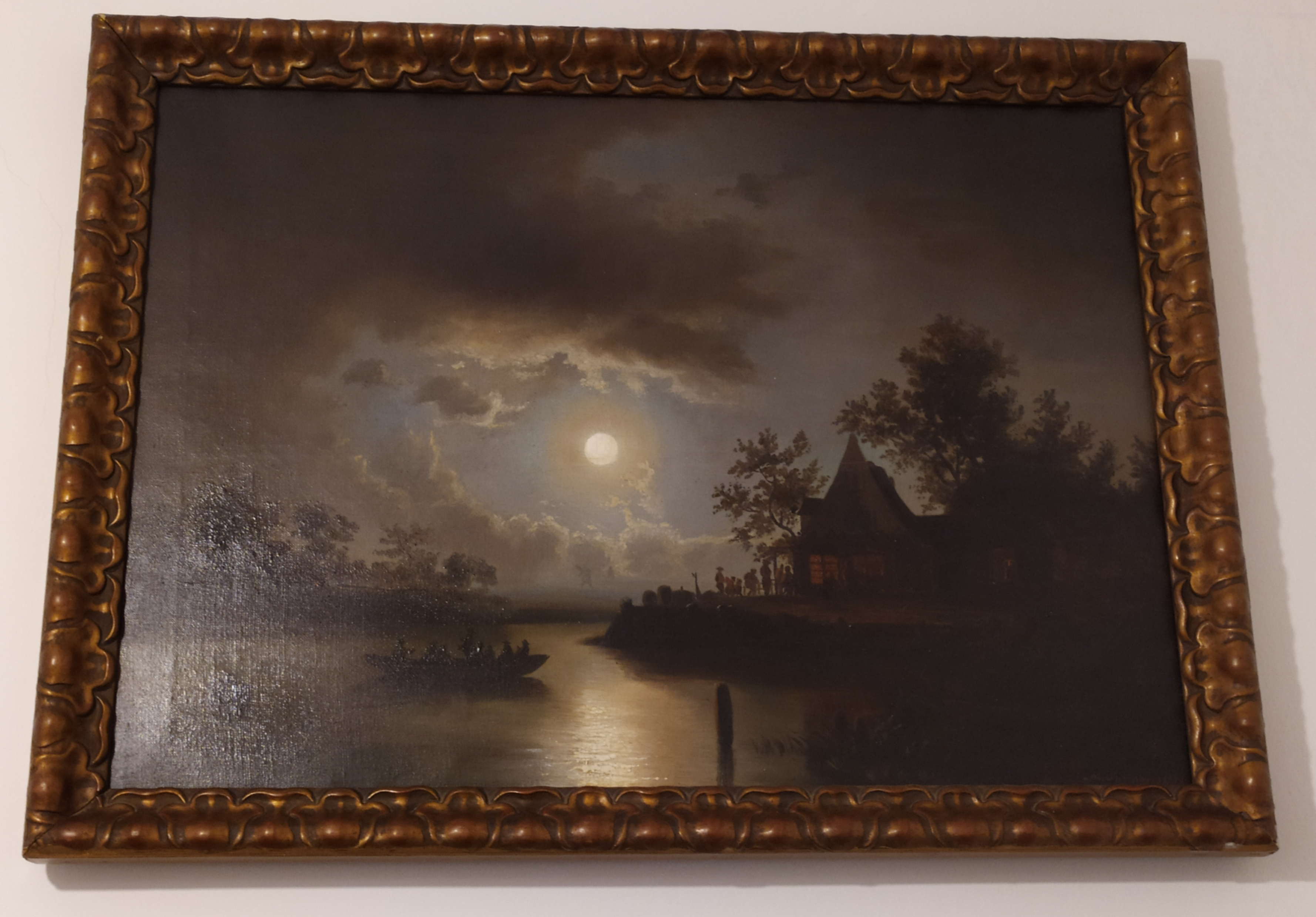
Nächtliche Seelandschaft mit Boot und Haus, 1894

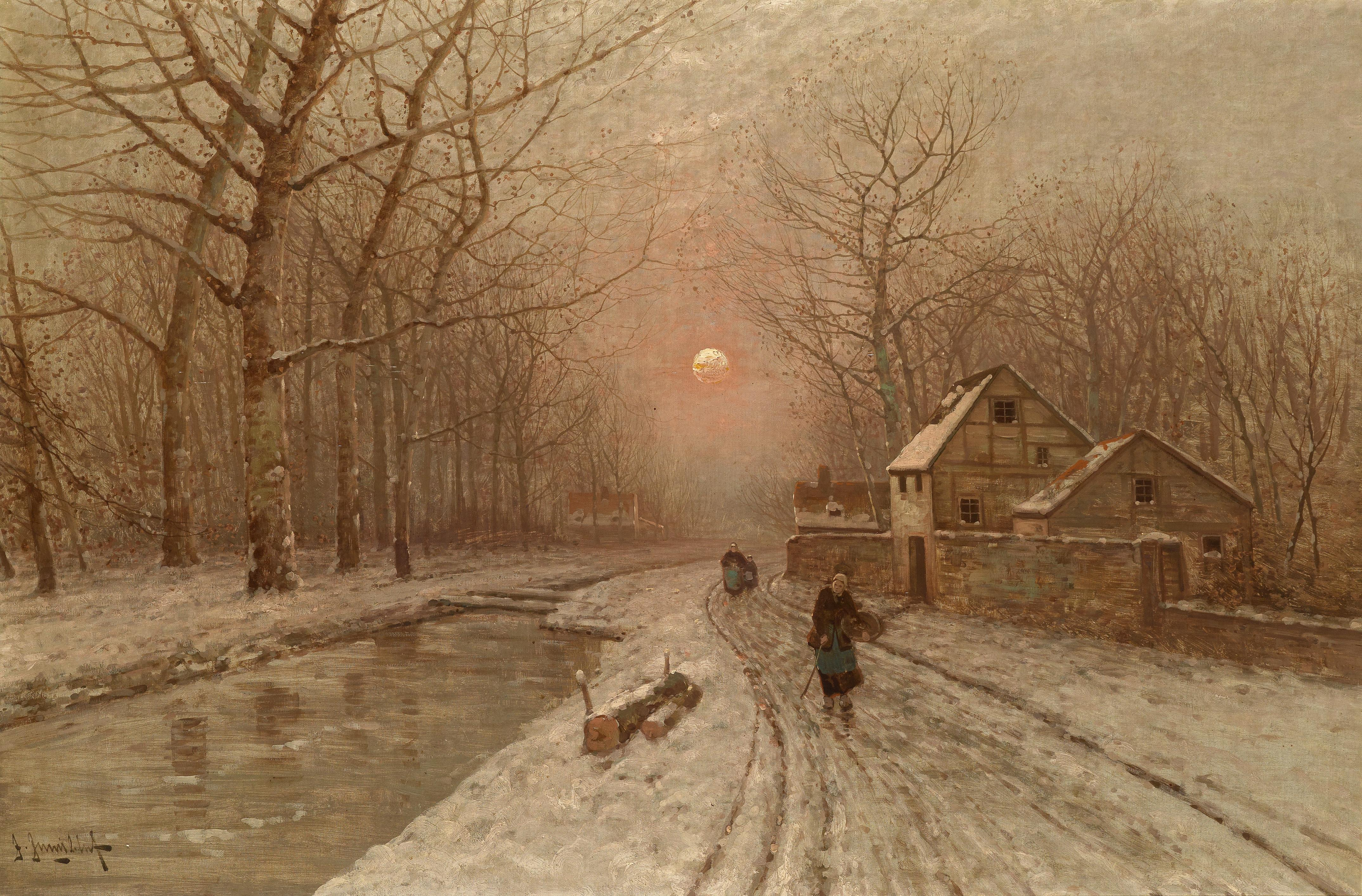
Abendstimmung über einer Dorfstraße

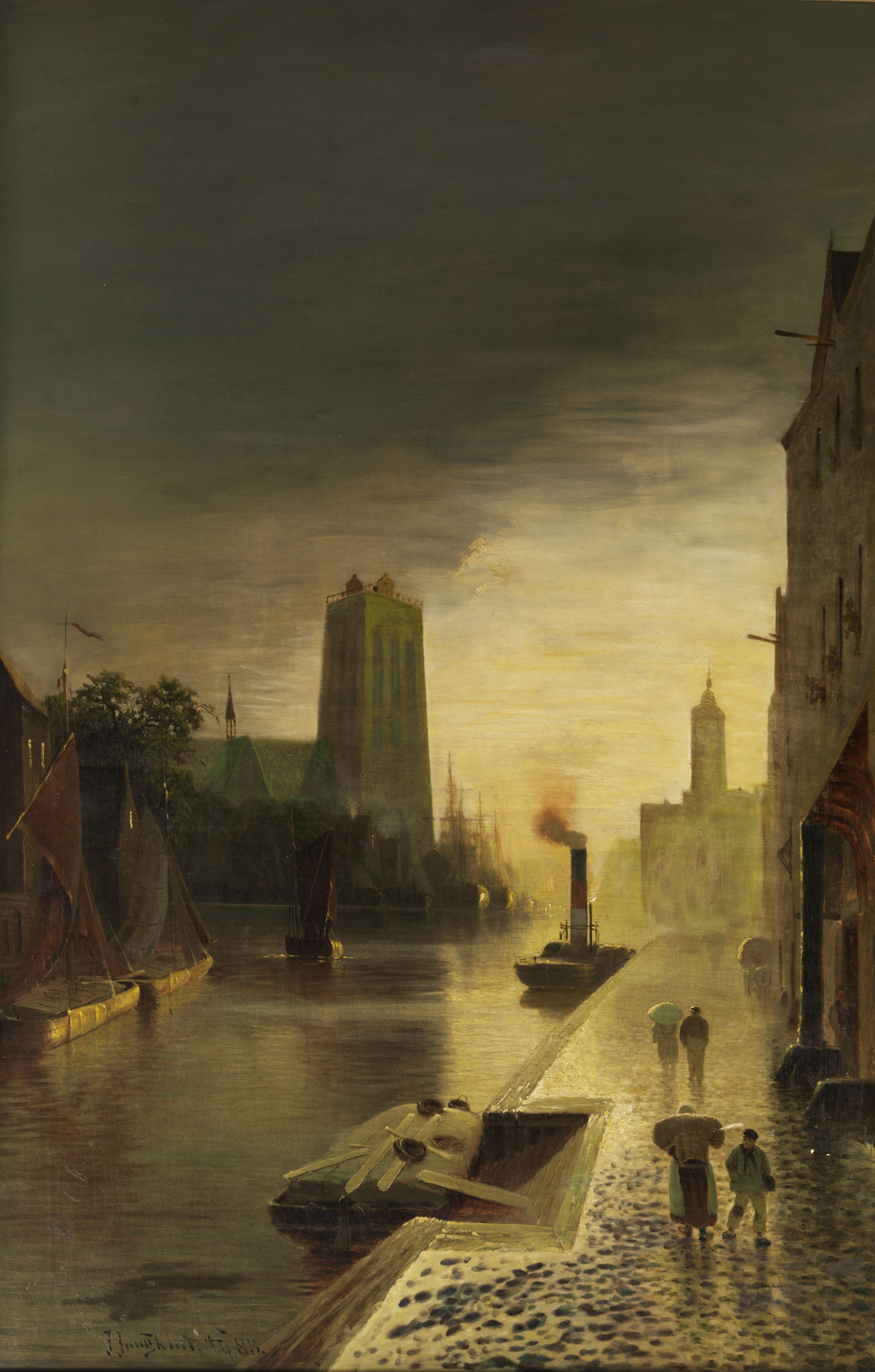
Ansicht von Gent, 1883

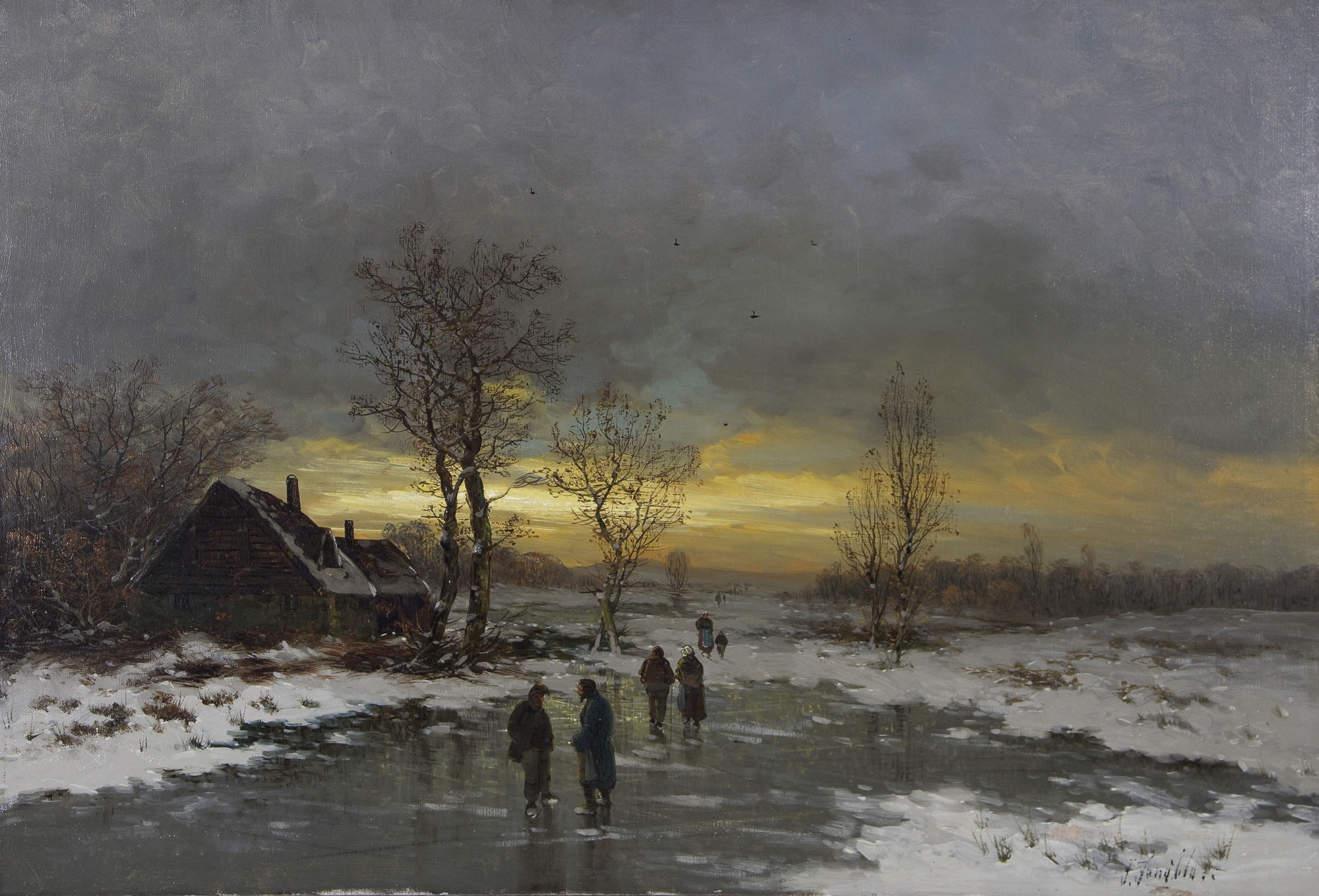
Abendliche Winterlandschaft, um 1885

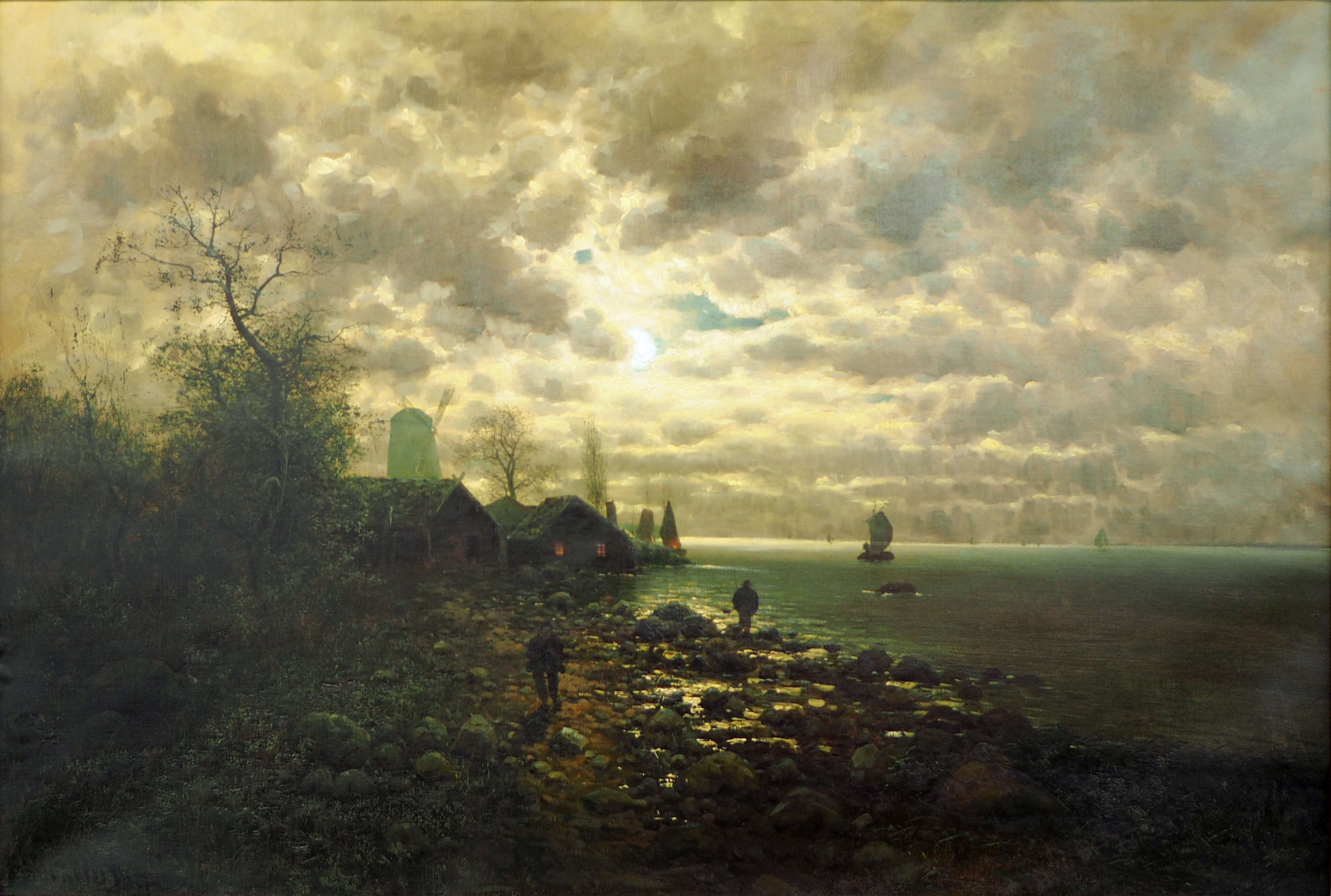
Küstenlandschaft im Mondschein

Jungblut war zunächst als Kunstgewerbler bei der Firma Villeroy & Boch in Mettlach tätig. Als Autodidakt eignete er sich die Kunstmalerei an. 1885 zog er nach Düsseldorf, wo er die Rolle eines Einzelgängers innegehabt zu haben scheint und 1889 im Stadtteil Pempelfort wohnte. In Düsseldorf wurde 1888 sein Sohn, der spätere Bildhauer Emil Jungblut, geboren. Auch die Maler Hans (* 6. Februar 1886) und Walter Jungblut (1892–1941) waren seine Söhne.
Jungbluts Malerei orientierte sich stark an altniederländischen Vorbildern. Seine Spezialität wurden impressionistisch gemalte, nebelige Winterlandschaften an niederländischen Gewässern bei tiefstehender Sonne. Auch norwegische Fjorde und weitere Motive malte er häufig in dieser Weise. Einige seiner Bilder zeichnete er durch das Pseudonym J. M. Sander. Vermutet wird, dass er auch hinter dem Pseudonym J. Metzler stecken könnte.

## Werke (Auswahl)
- Ansicht von Gent, 1883
- Moorlandschaft mit Birken, 1885
- Abendliche Winterlandschaft, um 1885
- Nächtliche Seelandschaft mit Boot und Haus, 1894
- Abendstimmung über einer Dorfstraße
- Winterabend vor einem holländischen Dorf
- Abendsonne über einem vereisten Flusslauf
- Herbstliche Niederrheinlandschaft mit Angler auf einem Kanal
- Winterabend (Bauersleute auf einer Dorfstraße im Abendrot)
- Zwei junge Reisigsammlerinnen im herbstlichen Birkenwald
- Verschneite Dorflandschaft im Abendrot
- Zwei Bäuerinnen am Waldbach
- Die Kartoffelernte
- Vorfrühling in einem norwegischen Fjord, Deutsches Schifffahrtsmuseum, Bremerhaven
- Der Naero-Fjord im Sommer
- Norwegischer Fjord
- Landschaft am Niederrhein im Spätsommer
- Gehöft mit Windmühle am Winterabend
- Vorfrühling am Altwasser
- Kalter Wintertag (Bauersleut auf gefrorenem Gewässer vor dem Dorfe)
- An einem holländischen Kanal
- Abendliche Heimkehr vom Markt